# Joseph Fontanet
Joseph Fontanet (* 9. Februar 1921 in Frontenex, Département Savoie; † 2. Februar 1980 in Paris) war ein französischer christdemokratischer Politiker (MRP, CD, CDP) und zwischen 1961 und 1974 mehrmals Minister.

## Leben
Joseph Fontanet absolvierte die École des hautes études commerciales de Paris (HEC) und erlangte den Doktorgrad in Rechtswissenschaft. Als Student engagierte er sich in der Jeunesse étudiante chrétienne (JEC). Im Zweiten Weltkrieg schloss er sich den freifranzösischen Streitkräften an und nahm mit diesen an der Landung in der Provence 1944 sowie am Kampf in Deutschland teil. Nach dem Krieg wurde er 1951 Bürgermeister von Saint-Martin-de-Belleville und schloss sich politisch der Partei Mouvement républicain populaire (MRP) an. 1956 wurde er erstmals als Abgeordneter des Départements Savoie in die französische Nationalversammlung gewählt, der er bis 1959 angehörte.
Nach Gründung der Fünften Republik wurde Fontanet im Januar 1959 zum Staatssekretär für Industrie und Handel im Kabinett unter Michel Debré ernannt, gab das Amt aber nach einem Jahr auf. Am 14. April 1962 wurde er Minister für öffentliche Gesundheit und das Bevölkerungswesen unter Georges Pompidou, trat aber bereits am 16. Mai gemeinsam mit den anderen Ministern der MRP aus Protest gegen de Gaulles Europapolitik zurück. Im November 1962 wurde Fontanet als Vertreter des 2. Wahlkreises von Savoie erneut in die Nationalversammlung gewählt, der er bis Juli 1969 angehörte. 1963 wurde er letzter Generalsekretär der MRP. Nach Auflösung der christdemokratischen Partei wurde Fontanet 1966 Mitglied des Centre démocrate. Dieses spaltete sich aus Anlass der Präsidentschaftswahl 1969. Fontanet gehörte – neben Jacques Duhamel – zu den christdemokratischen Unterstützern des siegreichen Gaullisten Georges Pompidou, die anschließend das Centre démocratie et progrès (CDP) bildeten. Am 20. Juni 1969 wurde Fontanet erneut Minister, diesmal für das Ressort Arbeit, Beschäftigung und Bevölkerungswesen unter Jacques Chaban-Delmas. Das Amt hatte er bis zum 5. Juli 1972 inne, als Chaban-Delmas von Pierre Messmer abgelöst wurde und Fontanet zum Posten des Ministers für nationale Bildung wechselte. Nach Ende der Regierungszeit am 27. Mai 1974 wurde er Leiter der Zeitschrift J’informe.
Am 1. Februar 1980 wurde er Opfer eines bislang ungeklärten Mordes. Vor seinem Haus traf ihn eine Kugel in die Schulter.